# Yerbabuena, Jalisco
Yerbabuena är en ort i Mexiko.   Den ligger i kommunen Arandas och delstaten Jalisco, i den centrala delen av landet, 400 km väster om huvudstaden Mexico City. Yerbabuena ligger 1 902 meter över havet och antalet invånare är 137.
Terrängen runt Yerbabuena är kuperad åt sydost, men åt nordväst är den platt. Runt Yerbabuena är det ganska tätbefolkat, med 65 invånare per kvadratkilometer. Närmaste större samhälle är San Julián, 18,7 km norr om Yerbabuena. I omgivningarna runt Yerbabuena växer huvudsakligen savannskog.